# 楊峻榮
楊峻榮（1963年11月6日—），台灣音樂人，出生於苗栗縣大湖鄉，畢業於國立台灣大學農業推廣學系，曾任阿爾發音樂總經理、杰威爾音樂董事長。歌手出身，代表作品有《我還好》、《鄉間小路》、《傷感列車》等，還曾參演華視連續劇《大兵日記》、主持華視綜藝節目《好彩頭》。他同时为香港巨星傳奇的创始人及控股股东之一。

## 作品

### 唱片
- 鄉城唱片
  - 1985年發行「情書團」[2]
  - 1986年發行「有你的日記」[3]
  - 1986年發行「寂寞的時候 (輕聲呼喚我)」[4]
  - 1990年發行「傷感列車」[5]
  - 1991年發行「我還好」[6]

### 電影
- 《我在死牢的日子》(1990）

飾演片尾執行死刑的警察
- 《成功嶺2全面出擊》（1990）

飾演背值星帶唱歌的值星班長

### 电视

#### 電視劇
- 華視《大兵日記》饰 孙元凯
- 中視《男人活該》飾 歐強生
- 台視《巧媳婦與憨婆家》飾 李阿德

#### 综艺节目
- 華視《好彩頭》（担当主持人）
- 三立都會台《超極挑戰者》與李祖寧主持